# トーク・イズ・チープ
『トーク・イズ・チープ』（Talk Is Cheap）は、ローリング・ストーンズのギタリストであるキース・リチャーズが、1988年に発表した初のソロ・アルバム。

## 解説
1980年代後期、当時のローリング・ストーンズは、ミック・ジャガーとリチャーズの確執の激化、ミックのソロ活動の本格化により、活動の停滞を余儀なくされていた。元々リチャーズは自身のソロ活動には消極的であったが、チャック・ベリーのドキュメンタリー映画『ヘイル!ヘイル!ロックンロール』のための仕事をしていた折に、自分のバンドをやってみようと考えたという。そして、『ヘイル!ヘイル!ロックンロール』でも共演したスティーヴ・ジョーダンを共同プロデューサーとして起用する。本作のために結成されたバンドは、メンバーが高いワインばかり飲むという理由で「The X-Pensive Winos」と名付けられた。
本作のためのレコーディング・セッションでは、後にローリング・ストーンズのアルバム『スティール・ホイールズ』（1989年）に収録される「オールモスト・ヒア・ユー・サイ」の初期ヴァージョンも録音されている。また、1987年秋のセッションでは、ストーンズの元メンバーであるミック・テイラーも「ストゥッド・ユー・アップ」でギターを弾いた。
本作では、リチャーズが全曲でリード・ボーカルを担当しており、「メイク・ノー・ミステイク」はリチャーズとサラ・ダッシュのデュエット・ボーカルがフィーチャーされた。リチャーズがソロ名義の作品を発表するのは、1978年のシングル「ラン・ルドルフ・ラン」以来10年ぶりのことであった。本作発表から間もない1988年10月8日には、リチャーズはテレビ番組『サタデー・ナイト・ライブ』に出演し、本作収録曲「テイク・イット・ソー・ハード」「ストラグル」を演奏した。
英米では大ヒットに至らなかったが、音楽評論家のクリス・トゥルーはallmusic.comにおいて「『トーク・イズ・チープ』を聴けば、誰がストーンズの真の音楽的有力者なのか一目瞭然である」と評している。本作からの第1弾シングル「テイク・イット・ソー・ハード」は『ビルボード』誌のメインストリーム・ロック・チャートで3位に達した。

## 収録曲
全曲ともキース・リチャーズとスティーヴ・ジョーダンの共作。
1. ビッグ・イナフ - "Big Enough" - 3:17
2. テイク・イット・ソー・ハード - "Take It So Hard" - 3:15
3. ストラグル - "Struggle" - 4:10
4. ストゥッド・ユー・アップ - "I Could Have Stood You Up" - 3:12
5. メイク・ノー・ミステイク - "Make No Mistake" - 4:52
6. ユー・ドント・ムーヴ・ミー - "You Don't Move Me" - 4:48
7. ハウ・アイ・ウィッシュ - "How I Wish" - 3:32
8. ロックアワイル - "Rockawhile" - 4:38
9. ホイップ・イット・アップ - "Whip It Up" - 4:01
10. ロックド・アウェイ - "Locked Away" - 5:49
11. イット・ミーンズ・ア・ロット - "It Means a Lot" - 5:27

## 参加ミュージシャン
- キース・リチャーズ - ボーカル、ギター
- スティーヴ・ジョーダン - ドラムス、パーカッション、バッキング・ボーカル
- ワディ・ワクテル - ギター(on 2. 3. 6. 7. 8. 9. 10. 11.)
- ミック・テイラー - ギター(on 4.)
- バーニー・ウォーレル - オルガン(on 1. 5. 6.)、クラヴィネット(on 5. 8.)
- チャック・リーヴェル - オルガン(on 4.)
- アイヴァン・ネヴィル - ピアノ(on 2. 7. 10.)、キーボード(on 2. 3. 7. 10. 11.)
- ジョニー・ジョンソン - ピアノ(on 4.)
- スタンリー・"バックウィート"・デュラル - アコーディオン(on 6. 8. 10.)
- ブーツィー・コリンズ - ベース(on 1.)
- チャーリー・ドレイトン - ベース(on 2. 3. 5. 6. 7. 9. 10. 11.)、バッキング・ボーカル
- ジョーイ・スパンピナート - ベース(on 4. 8.)
- メイシオ・パーカー - サックス(on 1.)
- ボビー・キーズ - サックス(on 4. 9.)
- メンフィス・ホーンズ - ホーン・セクション(on 5.)
- マイケル・ドウセット - ヴァイオリン(on 10.)
- サラ・ダッシュ - フィーチャード・ボーカル(on 5.)、バッキング・ボーカル(on 1. 8.)
- パティ・シャルファ - バッキング・ボーカル(on 7. 9.)
- サム・バトラー - バッキング・ボーカル(on 8.)